# Crozetospira dufresnei
Crozetospira dufresnei är en ringmaskart som beskrevs av Rzhavsky 1997. Crozetospira dufresnei ingår i släktet Crozetospira och familjen Serpulidae. Inga underarter finns listade i Catalogue of Life.